# Nasewaupee
Nasewaupee – miasto w Stanach Zjednoczonych, w stanie Wisconsin, w hrabstwie Door.